# Kalle Rovanperä
Kalle Rovanperä (Jyväskylä, Finlàndia, 1 d'octubre de 2000) és un pilot de ral·lis finlandès que disputa el Campionat Mundial de Ral·lis. És fill del expilot de ral·lis Harri Rovanperä. Te doble nacionalitat: finlandesa per part de pare i letona per part de mare.
Campió mundial de ral·lis l'any 2022 i 2023 amb l'equip Toyota Gazoo. Sostenta el rècord de ser el pilot més jove en guanyar el Campionat Mundial de Ral·lis al aconseguir-ho amb 22 anys i 1 dia.
El seu copilot habitual és Jonne Halttunen.

## Trajectòria

### Inicis
Al 2015, amb 14 anys, Rovanperä va competir a Letònia, on el permís de conduir no és un requisit per participar en els ral·lis. Entre etapes, el seu cotxe era conduït pel seu copilot Risto Pietiläinen, qui alhora va ser copilot del seu pare Harri Rovanperä al Campionat Mundial. El 18 d'octubre de 2015, Rovanperä guanya el Campionat de Letònia amb un Citroën C2R2 Max a la categoria R2. L'any següent, al volant d'un Škoda Fabia R5, aconseguiria guanyar de nou el Campionat de Letònia, però aquesta vegada a la màxima categoria, esdevenint el pilot més jove en guanyar un campionat nacional absolut, a l'edat de 16 anys.
L'any 2017 aconsegueix un permís especial per aconseguir el permís de conduir finlandès amb 17 anys, fet que aconsegueix i que li permet poder disputar ral·lis del Campionat Mundial. Aquell any debuta dins de la categoria WRC 2 amb un Ford Fiesta R5 al Ral·li de Gal·les i també corre el Ral·li d'Austràlia, on aconsegueix puntuar dins la classificació general i imposar-se a la categoria WRC 2.

### Škoda (2018-2019)
La temporada 2018, Rovanperä fitxa per l'equip Škoda Motorsport, on disputa diverses proves de la categoria WRC 2 i, puntualment, alguna del Campionat de Ral·lis Àsia-Pacífic. Al volant d'un Škoda Fabia R5 finalitza en tercera posició de la categoria WRC 2 per darrere del campió Jan Kopecký i del segon Pontus Tidemand. Guanya, dins la categoria, el Ral·li de Gal·les i el Ral·li Catalunya - Costa Daurada.
Per la temporada següent, disputa la nova categoria WRC 2 Pro, una categoria que tan sols es disputaria aquella temporada i que va ser una variant de la WRC 2. Rovanperä s'imposa en aquesta nova categoria clarament, aconseguint a més cinc victòries.

### Toyota (2020-actualitat)
L'any 2020 fa el salt definitiu a primera línia i de la mà de Tommi Mäkinen fitxa per l'equip oficial Toyota Gazoo Racing WRT. A la seva primera temporada aconsegueix el seu primer podi al Ral·li de Suècia, finalitzant el campionat en cinquena posició.
La següent temporada, 2021, Rovanperä aconsegueix la seva primera victòria al Mundial al imposar-se al Ral·li d'Estònia i amb 20 anys es converteix en el pilot més jove de la història en guanyar una cita mundialística. També guanyaria el Ral·li Acròpolis, finalitzant quart el Mundial.
L'any 2022 guanya amb solvència el Campionat Mundial de Ral·lis, convertint-se en el pilot més jove fins aleshores en aconseguir aquesta fita, 22 anys i 1 dia. Aquella temporada, Rovanperä s'imposa en 6 dels ral·lis del campionat: Suècia, Croàcia, Portugal, Safari, Estònia i Nova Zelanda. Aquesta fita es repeteix a la següent temporada, la 2023, quan revalida el títol mundial, convertint-se en el pilot més jove de la història en ser bicampió mundial de ral·lis. A la temporada d'aquest segon títol s'imposà en tres ral·lis: Portugal, Estònia i Acròpolis.
Malgrat els dos títols consecutius, de cara a la temporada 2024 Rovanperä sorprengué a tothom anunciant que, per motius personals, tan sols disputaria un calendari parcial de proves i no la temporada completa. Tot i això, aconseguí diverses victòries durant les seves aparicions temporals, com el Ral·li Safari, el Ral·li de Polònia, el Ral·li de Letònia i el Ral·li de Xile. Acaba el campionat en setena posició.

## Victòries al WRC
| #  | Ral·li                       | Any  | Copilot         | Vehicle                |
| -- | ---------------------------- | ---- | --------------- | ---------------------- |
| 1  | Ral·li d'Estònia             | 2021 | Jonne Halttunen | Toyota Yaris WRC       |
| 2  | Ral·li Acròpolis             | 2021 | Jonne Halttunen | Toyota Yaris WRC       |
| 3  | Ral·li de Suècia             | 2022 | Jonne Halttunen | Toyota GR Yaris Rally1 |
| 4  | Ral·li de Croàcia            | 2022 | Jonne Halttunen | Toyota GR Yaris Rally1 |
| 5  | Ral·li de Portugal           | 2022 | Jonne Halttunen | Toyota GR Yaris Rally1 |
| 6  | Ral·li Safari                | 2022 | Jonne Halttunen | Toyota GR Yaris Rally1 |
| 7  | Ral·li d'Estònia             | 2022 | Jonne Halttunen | Toyota GR Yaris Rally1 |
| 8  | Ral·li de Nova Zelanda       | 2022 | Jonne Halttunen | Toyota GR Yaris Rally1 |
| 9  | Ral·li de Portugal           | 2023 | Jonne Halttunen | Toyota GR Yaris Rally1 |
| 10 | Ral·li d'Estònia             | 2023 | Jonne Halttunen | Toyota GR Yaris Rally1 |
| 11 | Ral·li Acròpolis             | 2023 | Jonne Halttunen | Toyota GR Yaris Rally1 |
| 12 | Ral·li Safari                | 2024 | Jonne Halttunen | Toyota GR Yaris Rally1 |
| 13 | Ral·li de Polònia            | 2024 | Jonne Halttunen | Toyota GR Yaris Rally1 |
| 14 | Ral·li de Letònia            | 2024 | Jonne Halttunen | Toyota GR Yaris Rally1 |
| 15 | Ral·li de Xile               | 2024 | Jonne Halttunen | Toyota GR Yaris Rally1 |
| 16 | Ral·li de les Illes Canàries | 2025 | Jonne Halttunen | Toyota GR Yaris Rally1 |
| 17 | Ral·li de Finlàndia          | 2025 | Jonne Halttunen | Toyota GR Yaris Rally1 |